# Microplutodes hilaropa
Microplutodes hilaropa là một loài bướm đêm trong họ Geometridae.